# الحوراني (جازان)
الحوراني هي إحدى قرى محافظة أحد المسارحة التابعة لمنطقة جازان، الواقعة جنوب غرب السعودية.

## نبذة
تعد قرية الحوراني إحدى أبرز قرى محافظة أحد المسارحة كما ذكرها الأستاذ أحمد العقيلي في كتابه تاريخ المخلاف السليماني ، والأستاذ حمد الجاسر في كتابه معجم قبائل المملكة العربية السعودية. 
| ” | وقد ذكر الأستاذ العقيلي أن قراهم تبلغ 83 قرية،ومما ذكر منها أبو امعرج "العرج"،أمحصية "الحصية"، ترابة، الجعدة، الحوراني، الخزام، الداسة، زغفة، السويدية، شهرين، العبادية، الغصينية، الفويدية، القائم، قزع، قنبورة، الكوس، الجروف، المجامة، المخشلية، مستورة، الحبجية، المروانة، المقرقم، المنجارة، المنصورية، الميزاب، الهجنبة، الهلبة، الهيجة. | “ |

## الجغرافيا والسكان[3]

### الموقع
تبعد عن مدينة أحد المسارحة حوالي 9 كم باتجاه الشمال بمحاذاة الطريق الدولي الرابط بين أحد المسارحة وأبو عريش .
تتميز بموقعها الاستراتيجي كونها تقع على وادي الخمس الذي يعتبر أحد أشهر أودية المحافظة ومنطقة جازان عمومًا، وكغيرها من قرى المنطقة تضم العديد من المزارع، ومن أهم المحاصيل الزراعية: المانجو، والذرة الرفيعة، والدخن، والسمسم.
تمتد أراضي ومزارع أهالي القرية لتصل إلى الصفاحية والحنابشه بالحبجيه من الشرق والجنوب ، والرواجحة من ناحية الغرب ، وقحلة المحامل من ناحية الشمال.

### السكان
بلغ تعداد السكان حسب إحصائية 1431 هـ / 2010 م حوالي (1500 نسمة).

## التعليم
توجد بالقرية مدرسة ابتدائية للبنين افتتحت سنة 1419 هـ،